# NAC (лейбл звукозапису)
NAC (укр. НАК, досл. «Національна АудіоКомпанія») — український музичний лейбл і студія звукозапису.

## Історія
9 вересня 1991, у Києві було засновано компанію «NAC» (ТОВ «НАК», ТзОВ «НАК»), один з перших лейблів звукозапису в Україні.
Прес-аташе компанії була Олеся Пастушевська.
У 1990-х—2000-х, лейбл надавав послуги звукозапису більшості відомих українських артистів, академічних та народних гуртів і співаків.
У 2001, в каталозі лейблу нараховувалось понад 300 альбомів від понад 100 артистів.
|                             | Є ще одна грань існування Національної аудіокомпанії, котра хоча і створює декому проблеми, але свідчить про розвиток українського шоу-ринку. З'явились у вітчизняної аудиторії свої кумири з числа талановитих українців. Як наслідок, популярність певної кількості неукраїнських виконавців почала рухатись у бік спаду. Гідна технічна підтримка наших артистів у плані аудіопродукції створює необхідні умови для розвитку творчості вдома, в Україні. |
| — NAC, nac.com.ua/info.html | |

Компанія також мала повний замкнений цикл виробництва аудіокасет та відеокасет.

## Проекти
- «Таланти» — допомога українським початківцям та професіоналам у сфері музики та поезії[21].
- «Акція» — голосування користувачів сайту за композіцю зі списка останніх релізів[22].
- «Наш топ», «Ми з України», «Жінкам від жінок» — альбоми-збірки пісень популярних українських виконавців[23].
- Альбоми-збірки українських народних і весільних пісень у виконанні різних артистів[24].

## Дискографія
| Виконавці                    | Альбоми / Сингли                      | Формат          | Рік  | Наклад     |
| ---------------------------- | ------------------------------------- | --------------- | ---- | ---------- |
| Раїса Кириченко              | Цвіте черемшина (альбом, 2000)        |                 | 2000 |            |
| Раїса Кириченко              | Я — козачка твоя (альбом)             | CD              | 2002 |            |
| Раїса Кириченко              | Моя подруго мила                      | CD              | 2008 |            |
| Раїса Кириченко              | Доля у нас — два крила                | CD              | 2008 |            |
| (різні)                      | Дзвони: згадай мене                   | касета          | 1996 |            |
| Руся                         | Черемшина                             |                 | 1995 |            |
| (різні)                      | Пісні Про Кохання                     | 2 касети        |      |            |
| (караоке)                    | Українські народні пісні              | 2 касети        |      |            |
| The ВЙО                      | Зорі / У гаю                          | касета          | 1997 |            |
| The ВЙО                      | Вироби з Пластмаси                    | касета          | 1999 |            |
| Теодор Кукуруза              | З Днем народження, Україна!           | 3 касети / 2 CD |      |            |
| Алла Кудлай                  | Спасибо за любовь                     |                 |      |            |
| (різні)                      | The Best Dance Musice from Ukraine    |                 | 1997 |            |
| Вечірня школа (гурт)         | Я став іншим                          |                 | 1992 |            |
| Карина Плай                  | Врятуй мене                           |                 | 1996 |            |
| Ірина Грей                   | Подаруй свої сльози дощу              |                 | 1994 |            |
| Ольга Юнакова                | Я за любов'ю...                       |                 | 1999 |            |
| Віталій Білоножко            | Ярмарок                               | касета          | 1994 |            |
| Віталій Білоножко            | Яблуневий туман                       | касета          | 1995 |            |
| Астрая і Геннадій Татарченко | Аура кохання                          |                 | 1995 |            |
| Тріо Маренич                 | Ой, під вишнею                        | касета          |      |            |
| Ніна Шестакова               | Не було, тільки бути могло            |                 | 1997 |            |
| Анатолій Демчук              | Сеанс сміхотерапії                    |                 | 2002 |            |
| Анатолій Матвійчук           | Моя зоря                              |                 | 2009 |            |
| Тамара Гвердцителі           | Віват, любов, віват                   |                 |      |            |
| Аліна Гросу                  | Бджілка                               |                 |      |            |
| Віктор Павлик                | Кімната всередині мого серця          |                 | 2005 |            |
| Віктор Павлик                | Шикидим (альбом)                      |                 |      |            |
| Надія Шестак                 | Сину, ангеле мій                      |                 |      |            |
| Ростислав Галаган            |                                       |                 | 2006 |            |
| Микола Гнатюк                | Час Рікою Пливе                       |                 | 1996 |            |
| Віктор Музичук               | Тусовка                               |                 | 1997 |            |
| Володимир Мельников          | Захистимо Україну                     |                 |      |            |
| Оксана Пекун                 |                                       |                 |      |            |
| Зоряна Юдін                  |                                       |                 |      |            |
| Павло Дворський              |                                       |                 |      |            |
| Вхід у змінному взутті       | Планове засідання                     |                 |      | > 100 тис. |
| Писанка (дует)               | Буковинські, гуцульські народні пiсні |                 |      |            |
| Пролісок (ансамбль)          | Розмай — 97                           |                 |      |            |
| Пролісок (ансамбль)          | Від стрічечки до стрічечки            |                 |      |            |
| Пролісок (ансамбль)          | Стоять дерева над водою               |                 |      |            |
| Lama                         | Мені так треба                        |                 |      |            |
| Павло Зібров                 |                                       |                 |      |            |
| Ірена                        | Літо                                  | касета          | 1998 |            |
| Ірина Білик                  | Ома (альбом)                          |                 |      |            |
| Ірина Білик                  | Фарби (альбом)                        | CD / касета     |      |            |
| Ірина Білик                  | Нова                                  |                 |      |            |
| Аква Віта (гурт)             | Технотронутий                         |                 | 1996 |            |
| НЛО (дует)                   | Гоп зі смиком                         | касета          | 1995 |            |
| НЛО (дует)                   | Виноград                              | касета          | 1995 |            |
| НЛО (дует)                   | Дай кума                              | касета          | 1995 |            |
| НЛО (дует)                   | Моя пташка                            | касета          | 1995 |            |
| Турбо-Техно-Саунд            |                                       |                 |      |            |
| Фантом-2 (гурт)              | Без контролю                          |                 | 1997 |            |
| Анжеліка Рудницька           | Будь зі мною                          |                 |      |            |
| Скрябін                      | Казки (альбом)                        | 2 касети        |      |            |
| Скрябін                      | Мова риб                              |                 |      |            |
| Скрябін                      | Хробак (альбом)                       |                 |      |            |
| Катя Бужинська               |                                       |                 |      |            |
| Лілія Остапенко              | Жінкам від жінок                      | 2 касети        | 2001 |            |
| Наталя Могилевська           |                                       |                 |      |            |
| Made in Ukraine              | Баунті                                |                 | 1999 |            |
| ВІА "Іграшки"                | Ромашки                               |                 |      |            |
| Аванс                        | Come To Me, My Baby                   |                 | 1996 |            |
| Леонід Репета                | Адам і Єва                            |                 |      |            |
| Левко Дурко                  | Супер-хіт                             |                 | 1996 |            |
| Лесик Band                   | Добра мадонна                         |                 | 1996 |            |
| Лесик Band                   | Цирк на дроті                         |                 | 1996 |            |
| Золоті ключі (тріо)          | Пісні українського народу             | 2 касети        | 2000 |            |

## Цікаві факти
- На головній сторінці сайту були доступні кілька пісень відомих співаків і співачок у форматі MP3 для прослуховування у Winamp[1].
- Альбом-збірка «Київ» не мала жодної пісні про столицю України: «Чому збірка так названа - знають тільки упорядники - тому що всі пісні зовсім не столичного змісту. Українські та російські народні пісні в сучасній обробці.»[87].
- У навчальному посібнику Дніпровського державного університету внутрішніх справ одне з завдань наводить приклад спору за участі ТОВ «НАК» щодо захисту авторських прав[88].
- З 1968, у США працює виробник аудіокасет зі співзвучною назвою — National Audio Company[en][89][90][91].